# Sant Vicenç de Montalt
Sant Vicenç de Montalt, anomenat Sant Vicenç de Llavaneres fins al 1935, és un municipi a 41 km al nord-est de Barcelona (Catalunya), a la vora de la costa mediterrània. Pertany a la comarca del Maresme. El 2009 tenia 5627 habitants. Sant Vicenç rep el nom de Montalt pel Montalt, un dels tres turons que delimita la població pel nord-oest.

## Història
Existeixen testimonis sobre l'antigor de la parròquia, en caràcter autònom, que remunten fins al segle xii, abans de l'any 1174; més tard, concorrent encara aquesta condició, l'any 1230, un noble militar barceloní, en Pere Gruny, terratinent i degudament facultat, decidí erigir una capella a la Mare de Déu i un hospital per a peregrins en el lloc anomenat call de Starach i, per a realitzar el seu propòsit, li calgué l'assentiment dels rectors de Sant Andreu i de Sant Vicenç, per tal com el lloc de Caldes d'Estrac figurava dintre el terme de les esmentades parròquies, que a la vegada eren compreses dintre el terme i domini del castell de Mata. Certament, més tard, la Parròquia de Sant Vicenç perdé la independència i passà a dependre de la de Sant Andreu (any 1230), però l'església conservà una activitat evident: hi celebrava missa el vicari de Sant Andreu el tercer diumenge de cada mes i, més endavant ho feu cada diumenge.
Formava part, juntament amb Mataró i Sant Andreu, de les possessions del castell de Mata, però no va ser fins a l'any 1543 que aconseguiren el privilegi per esdevenir un municipi propi. Aleshores ja existia la parròquia de Sant Vicenç, que assolí la seva municipalitat pocs anys després. L'any 1935 la Generalitat de Catalunya n'aprovà el nom actual, Sant Vicenç de Montalt, després d'una breu etapa en què s'anomenà Llavaneres del Montalt. Montalt és el topònim que fa referència al Montalt el cim més alt de la comarca que limita les poblacions d'Arenys de Munt, Dosrius, Sant Andreu de Llavaneres i Sant Vicenç de Montalt.

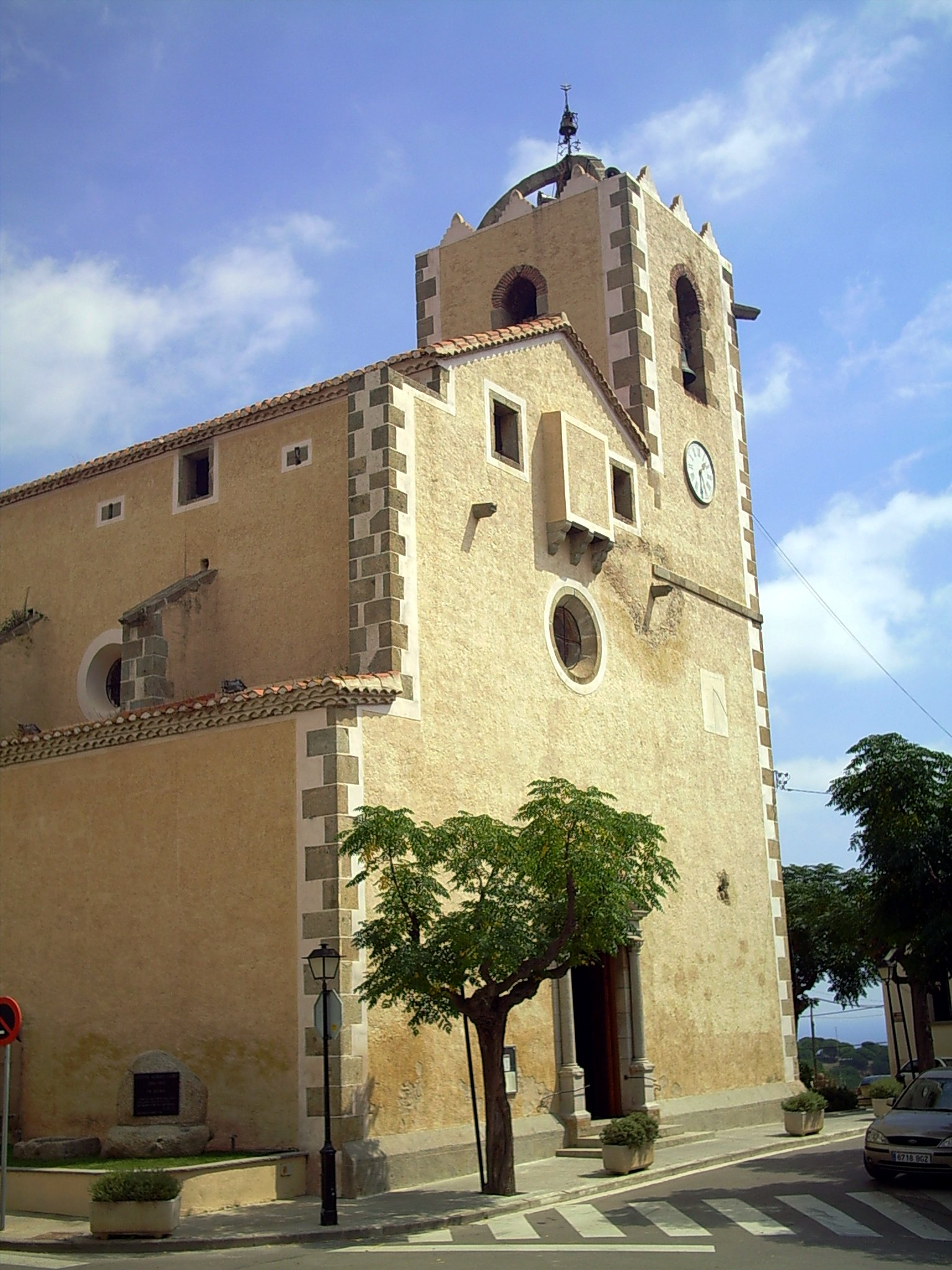
L'església

## Geografia
- Llista de topònims de Sant Vicenç de Montalt (Orografia: muntanyes, serres, collades, indrets..; hidrografia: rius, fonts...; edificis: cases, masies, esglésies, etc).

Municipi de la comarca del Maresme que ocupa una superfície de 8 km² que s'estén des dels contraforts de la serralada Litoral catalana al Nord-oest fins al mar Mediterrani al Sud-est. La xarxa de comunicacions està formada per dues carreteres locals, una carretera nacional, la NII, una autopista, la C32, i una línia de ferrocarril, les Rodalies de Barcelona de la RENFE. Hi ha servei de transport públic d'autobús que enllaça diferents punts del poble amb l'estació de tren de Caldes d'Estrac.
| Dosrius                   | Arenys de Munt | Arenys de Mar   |
| Sant Andreu de Llavaneres |                | Caldes d'Estrac |
|                           |                | mar             |

Si bé els municipis del Maresme es caracteritzen per una segregació del nucli residencial marítim envers el poble original, dividint els pobles de mar envers els de dalt, Sant Vicenç de Montalt els conserva ambdós. D'aquesta manera ocupa una franja del territori formada per bona part diverses rieres que menen fins al mar. És el cas de la riera del Balís, que divideix de manera natural Sant Vicenç i Sant Andreu, o bé la riera de Caldes, que divideix les diòcesis de Barcelona i Girona així com històricament dividia les propietats del vescomtat de Cabrera envers el senyor de Mata. Les rieres de Caldes i Torrentbo neixen en el turó del Montalt, que és el lloc amb més alçada del municipi, ja que està situat a 594 metres sobre el nivell del mar. El turó del Montalt, juntament amb els turons del Mig i la Vila Negra, formen el que popularment s'anomena els Tres Turons, un conjunt de cims que formen part de la serra del Corredor i contribueixen al paisatge local.

### Demografia
El nombre d'habitants és de 5.878 persones, xifra que ha augmentat un 261% envers l'any 1996, quan hi havia 2.248 habitants, i un 732% envers l'any 1950, amb 802 habitants. La primera xifra relativa a la població santvicentina data del segle xv, aleshores hi vivien aproximadament 225 persones. El creixement de la població i la transformació de les activitats econòmiques durant aquest últim mig segle ha modificat l'ús del sòl i el paisatge, perquè el pes del sector agrícola ha anat minvant envers la indústria local i els serveis, així com el creixement de les residències i de l'estiueig han portat a la reducció de l'espai destinat als conreus de raïm, que és insubstancial.
| 1497 f | 1515 f | 1553 f | 1717 | 1787 | 1857 | 1877 | 1887 | 1900 | 1910 |
| ------ | ------ | ------ | ---- | ---- | ---- | ---- | ---- | ---- | ---- |
| 27     | -      | -      | 385  | 641  | 775  | 691  | 716  | 658  | 755  |

| 1920 | 1930 | 1940 | 1950 | 1960 | 1970 | 1981  | 1990  | 1992  | 1994  |
| ---- | ---- | ---- | ---- | ---- | ---- | ----- | ----- | ----- | ----- |
| 802  | 823  | 959  | 802  | 947  | 939  | 1.175 | 1.685 | 1.685 | 1.685 |

| 1996  | 1998  | 2000  | 2002  | 2004  | 2006  | 2008  | 2010  | 2012  | 2014  |
| ----- | ----- | ----- | ----- | ----- | ----- | ----- | ----- | ----- | ----- |
| 2.248 | 2.638 | 3.334 | 4.123 | 4.549 | 5.127 | 5.486 | 5.776 | 5.878 | 6.007 |

| 2016  | 2018  | 2020  | 2022  | 2024  | 2026 | 2028 | 2030 | 2032 | 2034 |
| ----- | ----- | ----- | ----- | ----- | ---- | ---- | ---- | ---- | ---- |
| 6.182 | 6.372 | 6.452 | 6.661 | 6.712 | -    | -    | -    | -    | -    |

La població es concentra fonamentalment en dues grans àrees dividides per l'autopista del Maresme, l'àrea septentrional conté el centre històric de Sant Vicenç, a una altitud de 143 metres, més amunt del qual hi trobem, a tocar del parc natural del Montnegre i Corredor, les urbanitzacions residencials del Supermaresme i La Ferrera. D'altra banda, l'àrea meridional està articulada per la carretera local, les rieres, i la carretera nacional, que corre paral·lela a la via del tren i del passeig marítim, anomenat, a Sant Vicenç, Passeig del Marquès de Casa Riera i, a Caldes d'Estrac, Passeig dels Anglesos. La zona més meridional del municipi se l'anomena el barri de les Ànimes, aquí hi conviuen paisatgísticament grans blocs d'apartaments juntament amb cases d'estil modernista i noucentista.
| Entitat de població                  | Habitants (2024) |
| Sant Vicenç de Montalt               | 3.129            |
| Baix Poble                           | 1.248            |
| les Ànimes                           | 1.085            |
| el Passeig del Marquès de Casa Riera | 267              |
| Supermaresme-la Ferrera              | 251              |
| el Regadiu Sud                       | 249              |
| Riera de Torrentbò                   | 217              |
| el Regadiu Nord                      | 156              |
| el Balís                             | 116              |
| la Plana d'en Manent                 | 7                |
| Font: Idescat                        |                  |

Malnom
Se'ls anomena «xurravins» amb motiu d'un ocell anomenat gafarró, la presència del qual va associada a les feines del camp. L'origen d'aquesta atribució és incerta, tot i que hi ha la certesa que l'activitat agrícola tradicional dedicada al conreu de vinyes feia propícia la presència de l'ocell. És un ocell benigne, amic de la pagesia, que acostuma a acostar-se als annals o portadores, els cubells que serveixen per transportar el raïm des del camp fins a la masia, menjant-se els grans del raïm sobrants i contribuint a la seva manera en les tasques agrícoles.
Avui dia no se'n veuen tants com abans, tenint en compte que l'ús residencial del sòl ha transformat les terres de conreu en residències. Tot i la seva minsa presència, la figura del xurraví ha estat incorporada a la cultura popular, doncs és el motiu d'algunes de les entitats, com el Casal d'Avis Els Xurravins i el Club Ciclista Xurribikers.

### Economia

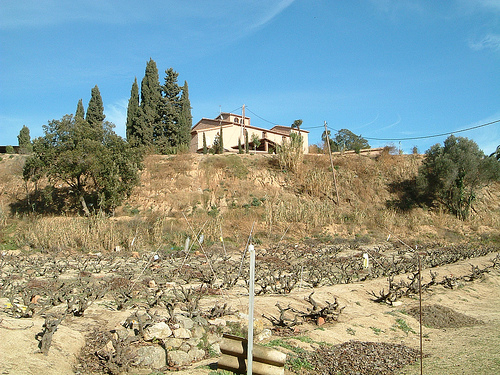
Vinyes de Can Mora de Dalt

Actualment l'ocupació majoritària són els serveis, que ocupen el 68% de la població activa; en segon lloc, la indústria ocupa el 22%, i, en tercer lloc, la construcció n'ocupa el 8%. L'agricultura, que ha estat l'activitat tradicional juntament amb l'artesania, ocupa un lloc marginal amb un 2%.
L'artesania, les puntes de coixí i l'agricultura són les activitats econòmiques tradicionals. Antigament l'agricultura era una de les principals activitats del territori, però avui s'ha vist reduïda a causa de la conversió del municipi en lloc de segones residències i estiueig. Les vinyes han desaparegut i amb dificultats es mantenen productes com les maduixes o algunes hortalisses.
La tradició de les punteres -puntes de coixí- va comportar la creació d'una indústria tèxtil. La indústria de la construcció tampoc va massa malament àdhuc en patir diverses crisis.
Els dijous i el dissabte hi ha mercat.

## Patrimoni arquitectònic

### Església parroquial
Actualment, i a causa de la Guerra Civil, quant individus vinculats a les esquerres i l'anarquisme hi causaren destrosses, només s'hi conserva el basament del retaule, que es pot observar en la part exterior, a la intempèrie. El 29 de juny de 1614 se signà el contracte de l'encàrrec del retaule que preveia cinc anys per a construir-lo i el preu acordat era de vuit-cents lliures barcelonines. Es fabricà el retaule seguint «lo modello i trassa» que els mestres d'obra presentaren i signaren, «conforme lo mateix de Sant Andreu de Llavaneres». Va ser cremar el 1936. Entre els seus trets s'hi trobava un clar concepte en els volums de les figures, l'elegància en els plecs de les robes i una encertada expressió en les imatges.

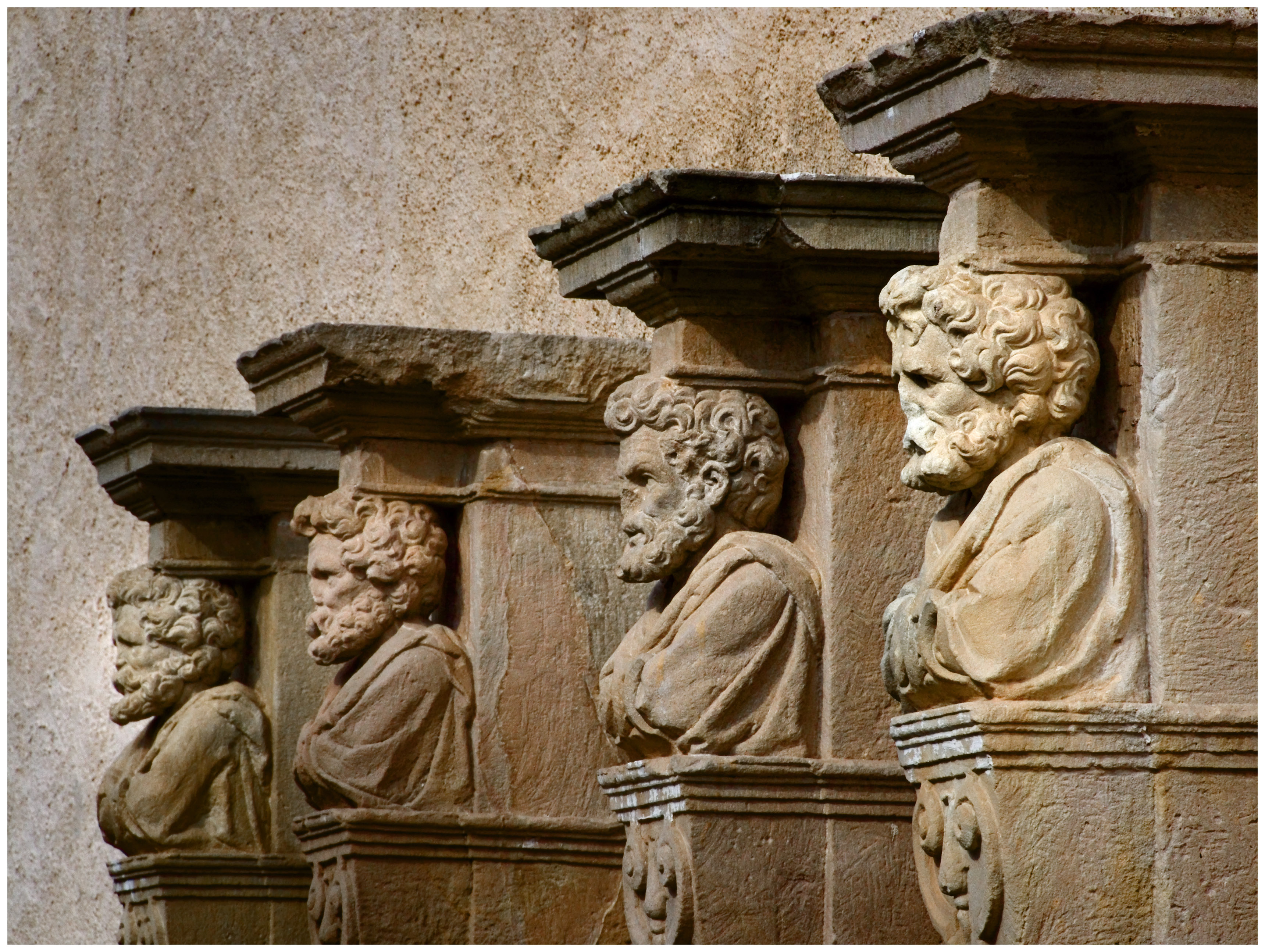
Basament del retaule
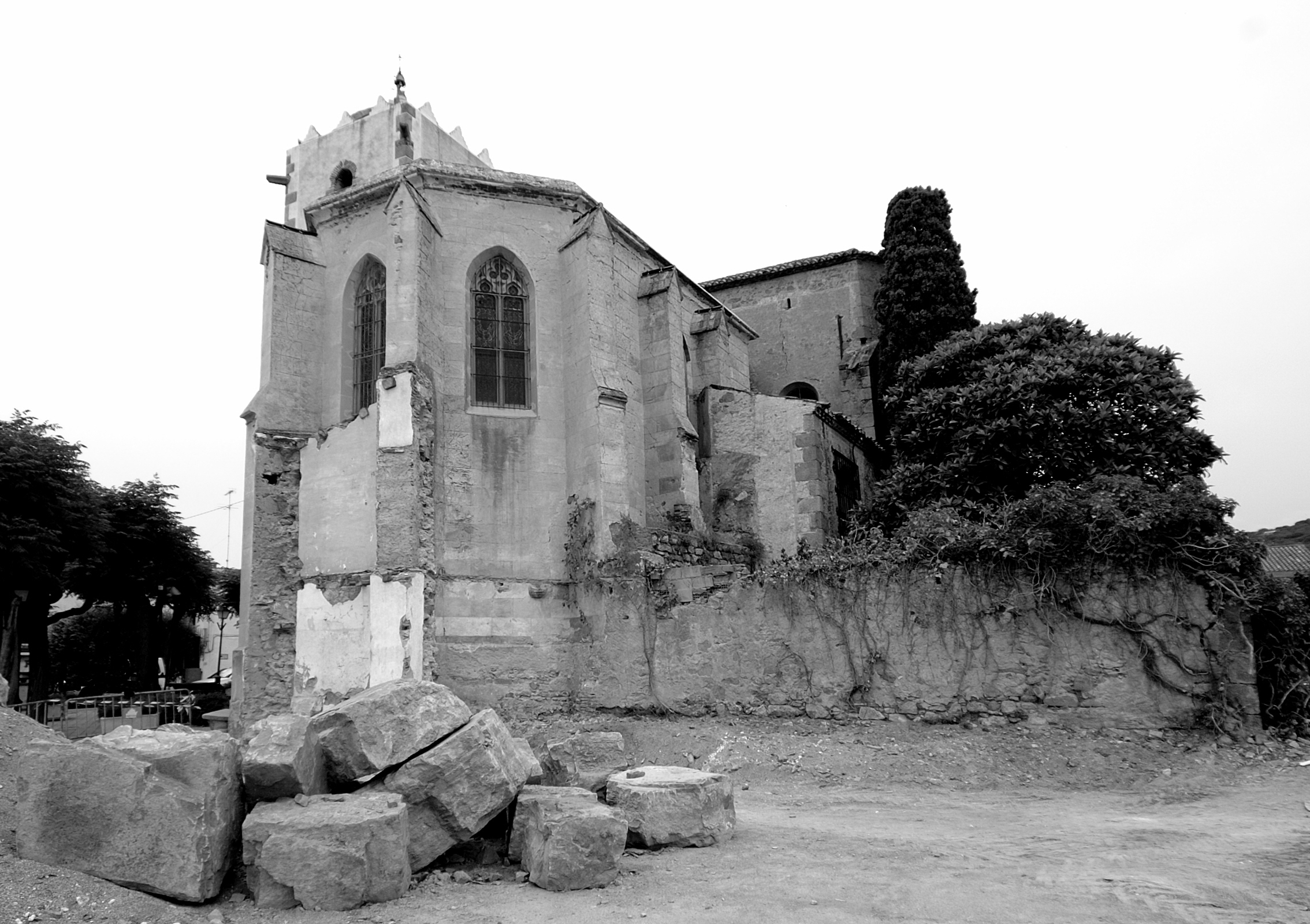
Fonaments de l'església

### Casal del Delme
L'autor del projecte de reforma fou l'arquitecte Francesc Albanell, molt vinculat al poble. L'edifici ha patit molts canvis, no fa pas gaires anys es feia servir per fer teatre i cinema, el qual fou construït als anys 1939-1940. Fins i tot tenia pista esportiva on jugava el Centre Parroquial Delme (CP Delme).
Actualment el bar El Casinet ocupa el que havia estat la biblioteca. El Museu del Pessebre n'ocupa la planta baixa, la sala més transformada on hi havia la sala d'espectacles; inicialment era plana i amb una capacitat d'unes tres quartes parts de la que té ara. A la primera planta, a la gran sala davantera, hi havia l'escola parroquial. I la segona planta era l'hostatge del mossèn Lluís Grabalosa, mestre d'aquella escola.

### Les cases pairals

#### Can Mora de Dalt
El Can Mora de Dalt és una masia del segle xviii, situada a la part alta de la vila, davant un panorama preciós del poble i del mar.A la façana principal es troben dos balcons, un portal d'arc rebaixat i blocs de pedra granítica, que demostren la bona qualitat de la construcció. Al costat d'una finestra de la planta baixa es troba l'escut, amb un petit bou, de la família Boet de Can Mora De Baix. Al costat de la masia hi ha el celler i l'estable on fa anys que cuidaven vaques. Una altra activitat anterior important havia estat el conreu de la patata. Avui Can Mora de Dalt ha estat restaurada, i dona servei com a hotel rural de gran qualitat per famílies i convencions. Tot i que conserva encara alguns animals com conills o gallines, on abans hi creixien patates, ara s'hi troba una piscina, i on abans hi munyien vaques, ara ballen nuvis i convidats.

#### Can Saurí
Era una casa on vivien pagesos, la família Brunet. La casa molt antiga s'ha reformat fa 15 anys. Aquesta masia és del segle xv i ha donat dos batlles a Sant Vicenç de Montalt, Josep Saurí entre 1801 i 1803.Josep Brunet Paituvi (república) 1934.Té la teulada a dues vessants amb dues finestres gòtiques a la primera planta, i al cantó esquerre té una torre quadrada de tres plantes. Aquesta torre no es conserva íntegrament, però conserva les mènsules.

#### Can Milans del Bosch
Va ser propietat de Francesc Milans del Bosch (1769-1834), militar català, que destaca per la seva lluita en la guerra del Francès, comandant els miquelets durant el bloqueig de Barcelona i en la defensa del territori del Maresme.

### Torres de defensa i guaita
A Sant Vicenç de Montalt hi ha diverses torres de defensa i guaita, algunes integrades en masies. Es van construir en reacció a la pirateria que va existir a la comarca des de l'antiguitat, però arribà al seu punt culminant als segles xvi, xvii i xviii. D'aquesta època es conserven les torres de defensa i guaita següents:
- Can Saurí -Can Brunet-

- La Mongia

- Can Rams -Sastre Coll-

- La Torre del Baró de Can Valls, al parc del Germans Gabrielistes

### Passeig del Marquès de Casa Riera

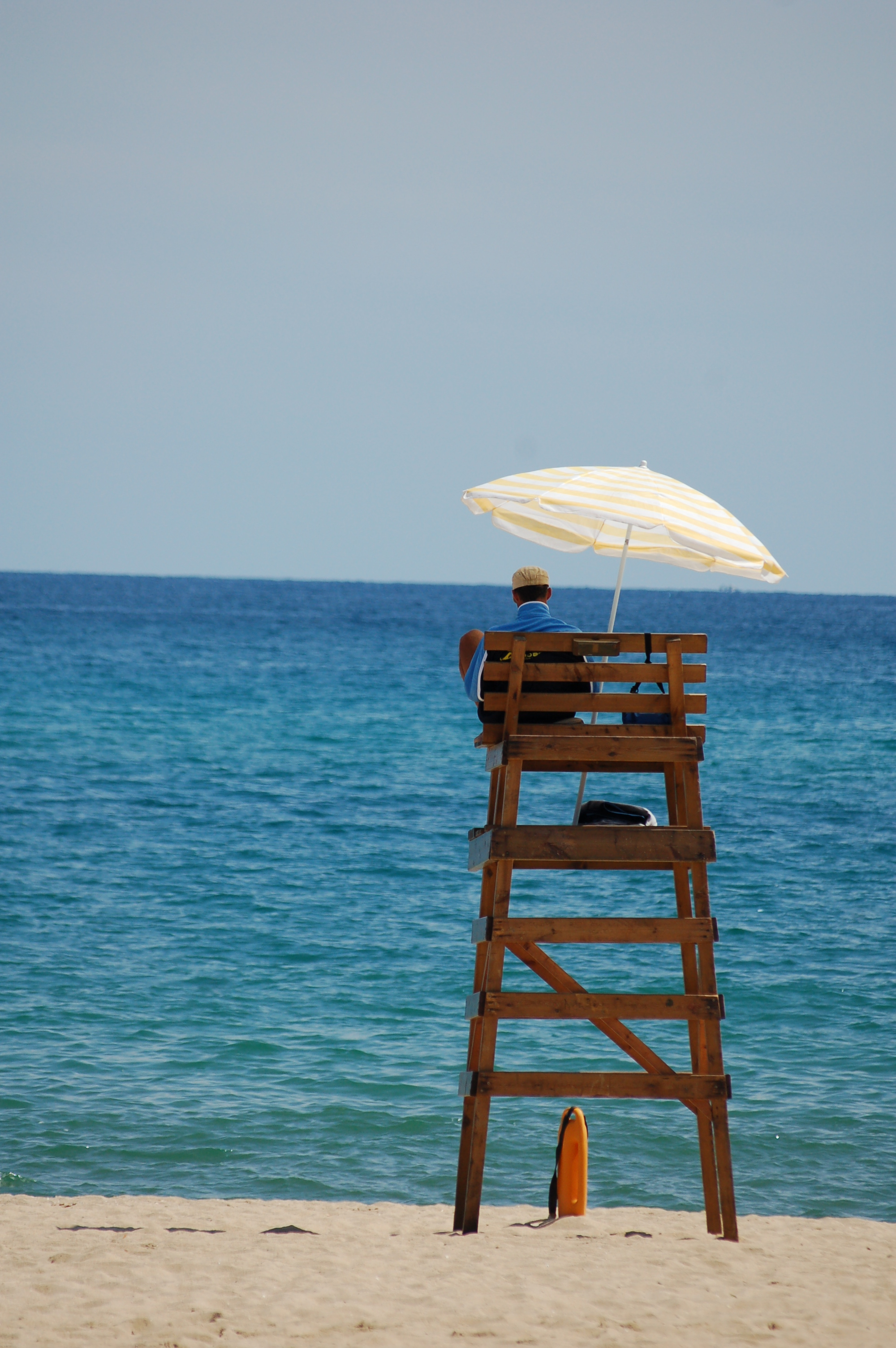
Platja de Sant Vicenç de Montalt

Al llarg d'aquest passeig s'estenen un seguit d'apartaments i hotels, que han anat substituint les cases. La platja està molt ben situada, ja que està en el centre i en plena costa del Maresme. També hi ha el Port Balís que pertany a las dos viles de Sant Vicenç i Sant Andreu de Llavaneres.
Té un estil noucentista. Al passeig del Marquès, just davant la platja, es pot contemplar un conjunt d'habitatges unifamiliars amb jardí, construïdes durant els anys vint com a residències d'estiueig. Concebudes dins els paràmetres estètics del noucentisme, solen tenir grans terrasses amb balustrada, sovint recolzades sobre columnes clàssiques, i algunes tenen torratxes-mirador, cobertes amb teulada a quatre aigües.
"Can Arquer del Passeig", anomenat així per diferenciar-lo del Can Arquer antic de la Santema, va ser construït l'any 1918, tal com indica l'escut de marbre sobre la porta. Ocupa actualment el número 15 del passeig marques de Casa Riera i es caracteritza pel seu estil italianitzant amb grans terrasses amb balustrades sostingudes per columnes. Els enteixinats i paviments de l'interior són remarcables, així com les dimensions que semblen obeir a una escala diferent respecte a la resta d'edificacions veïnes. Un altre detall que la caracteritza és que el seu jardí va ser elevat sobre el nivell del carrer. Aquesta casa com moltes altres del passeig es va poder salvar durant la Guerra Civil gràcies a ser ocupada per una delegació diplomàtica estrangera. Cal remarcar que tant Can Arquer com la majoria de torres d'aquest passeig tenien un segon jardí que moria a la platja a l'altra banda del carrer.

### Castell del Montalt
Estat de conservació: enderrocat. Situació: estava situat al cim de Montalt a 580 metres d'altitud. S'hi pot arribar des del terme de Dosrius, Arenys de Munt, Sant Vicenç de Montalt i sant Andreu de Llavaneres, ja que aquest cim està en el vèrtex d'aquestes poblacions. Historia: surt documentat per primer cop en una venda d'un senyoriu el 8 de desembre de 1016. Aquest document que esmenta els límits del terreny venut ens fa saber de l'existència d'una torre en el cim de Montalt.

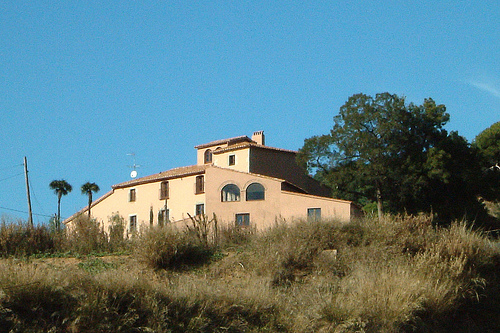
Casa pairal de Can Mora de Dalt

### Indrets del nucli històric

#### Baixada de La Riera

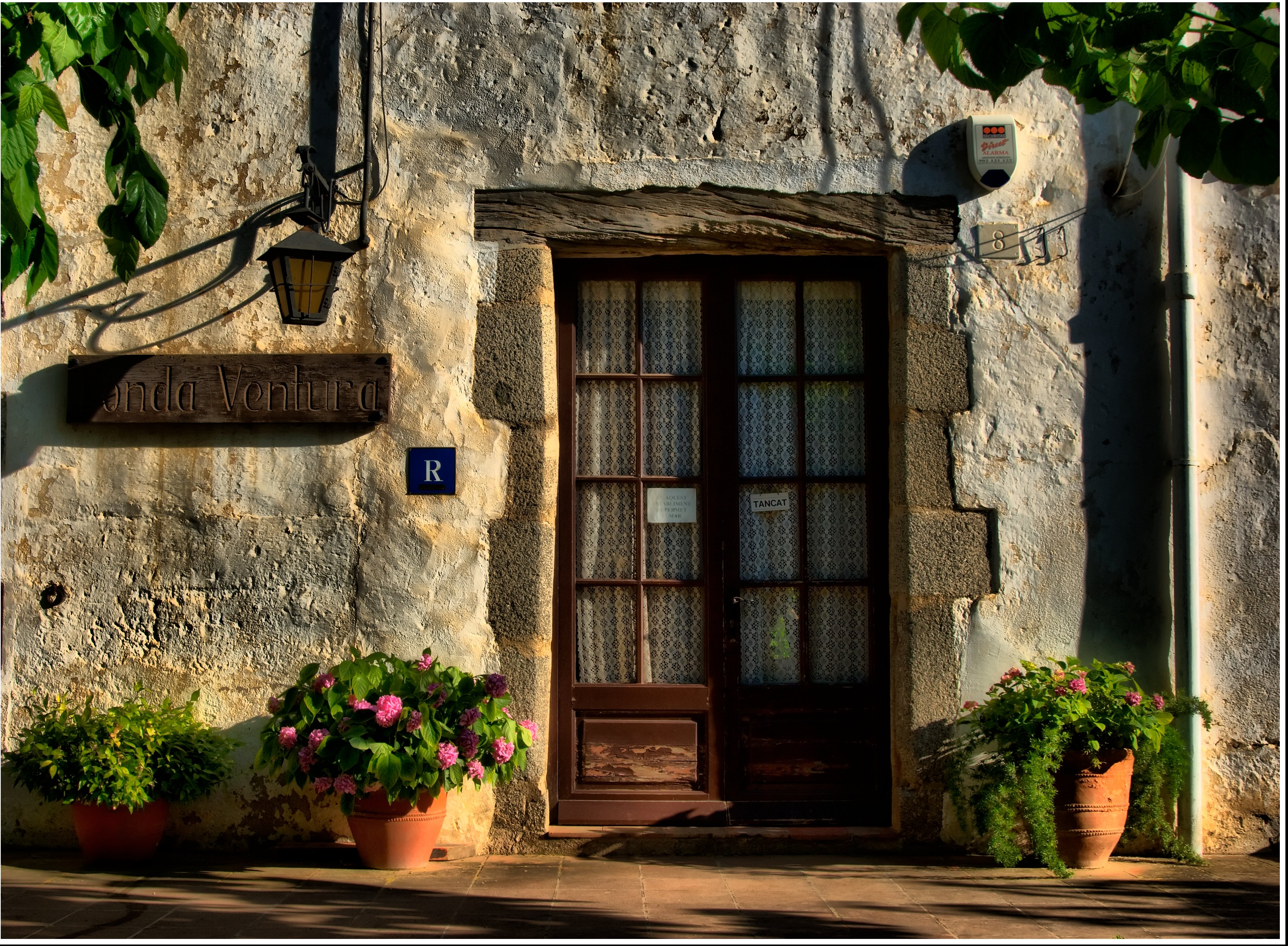
Entrada de la Fonda Ventura
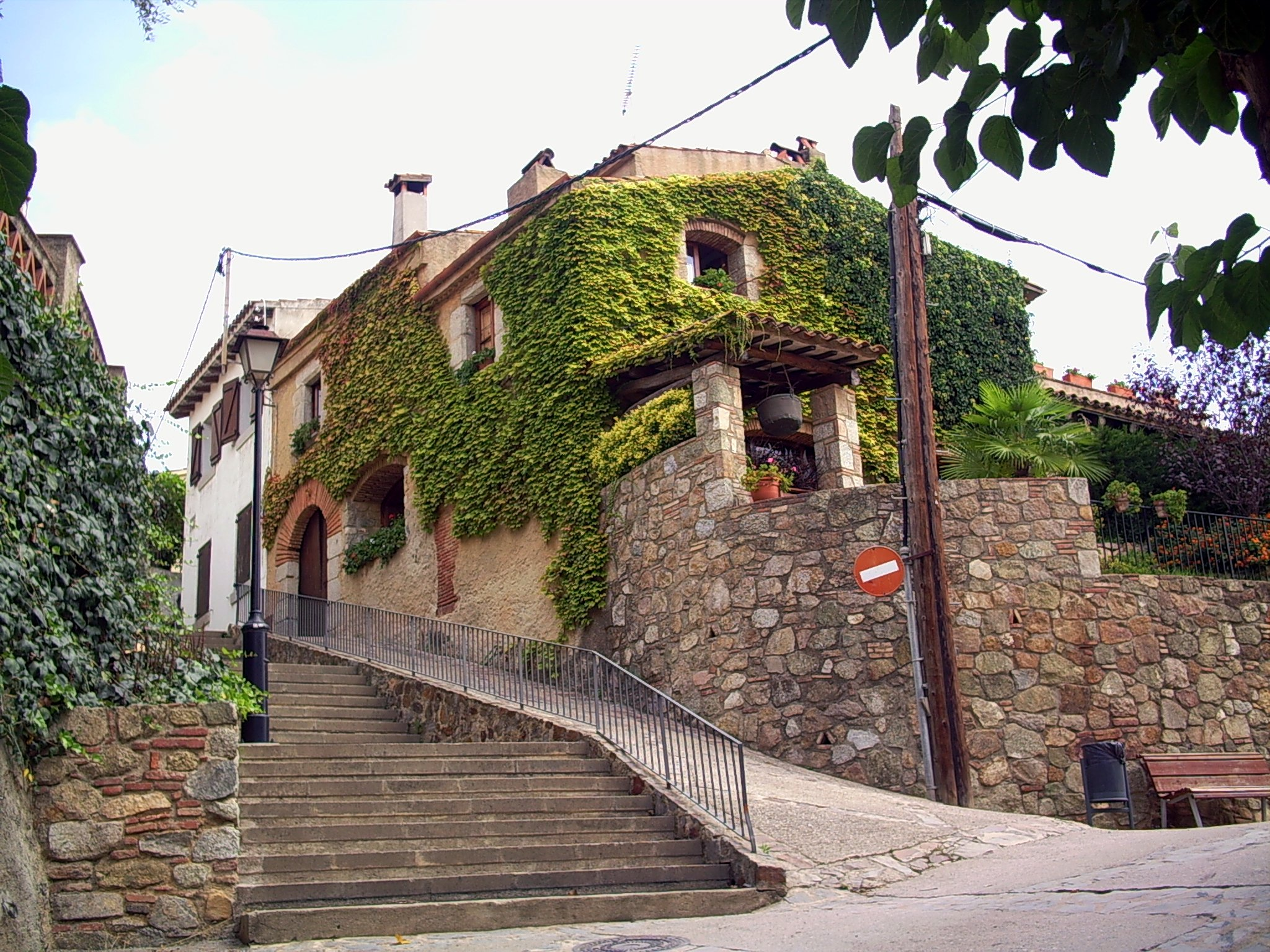
La Virgueria

#### El Carrer Major i el Carrer de Sant Antoni

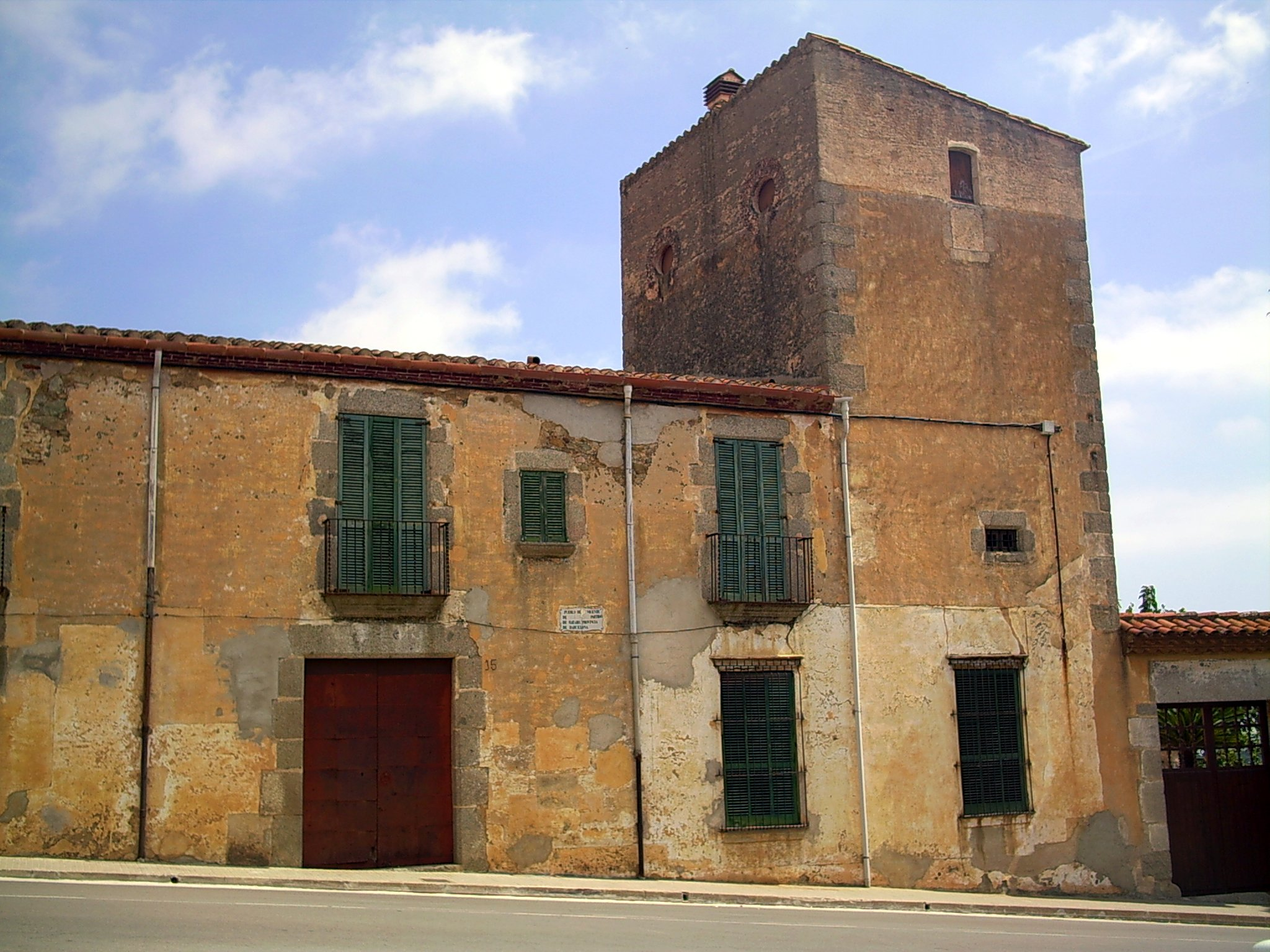
Vista de Can Rams

#### L'entorn de Can Gasull

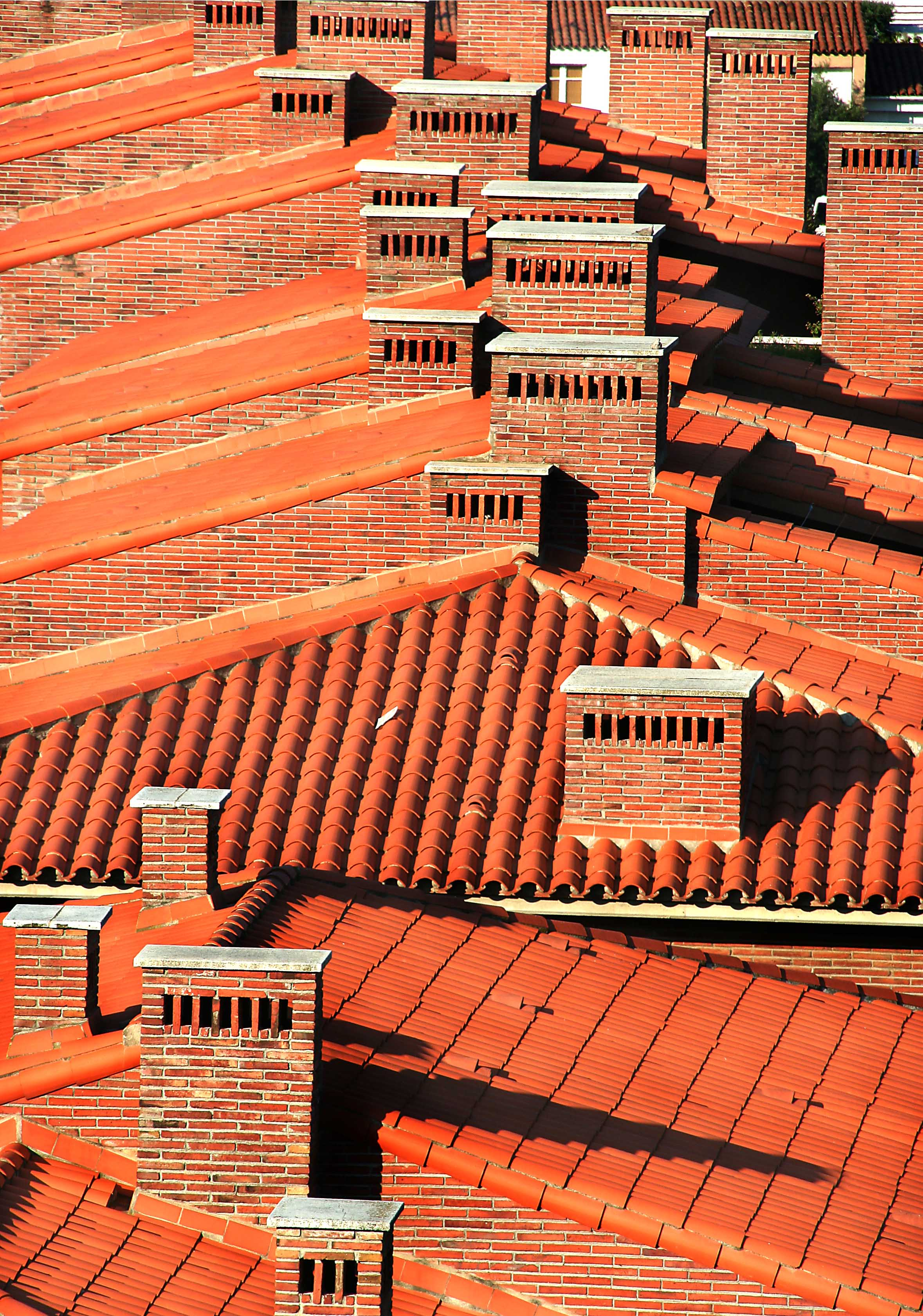
Xemeneies i teulades

#### L'entorn del pont de la carretera

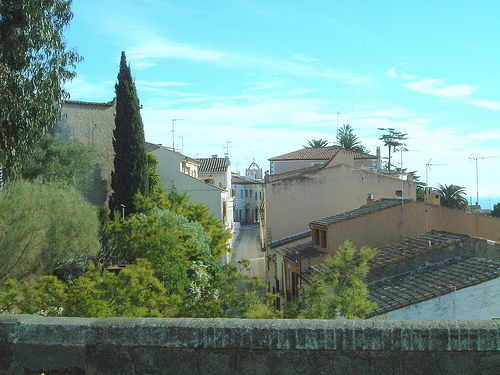
Vista del nucli històric des del pont

#### La plaça del Poble

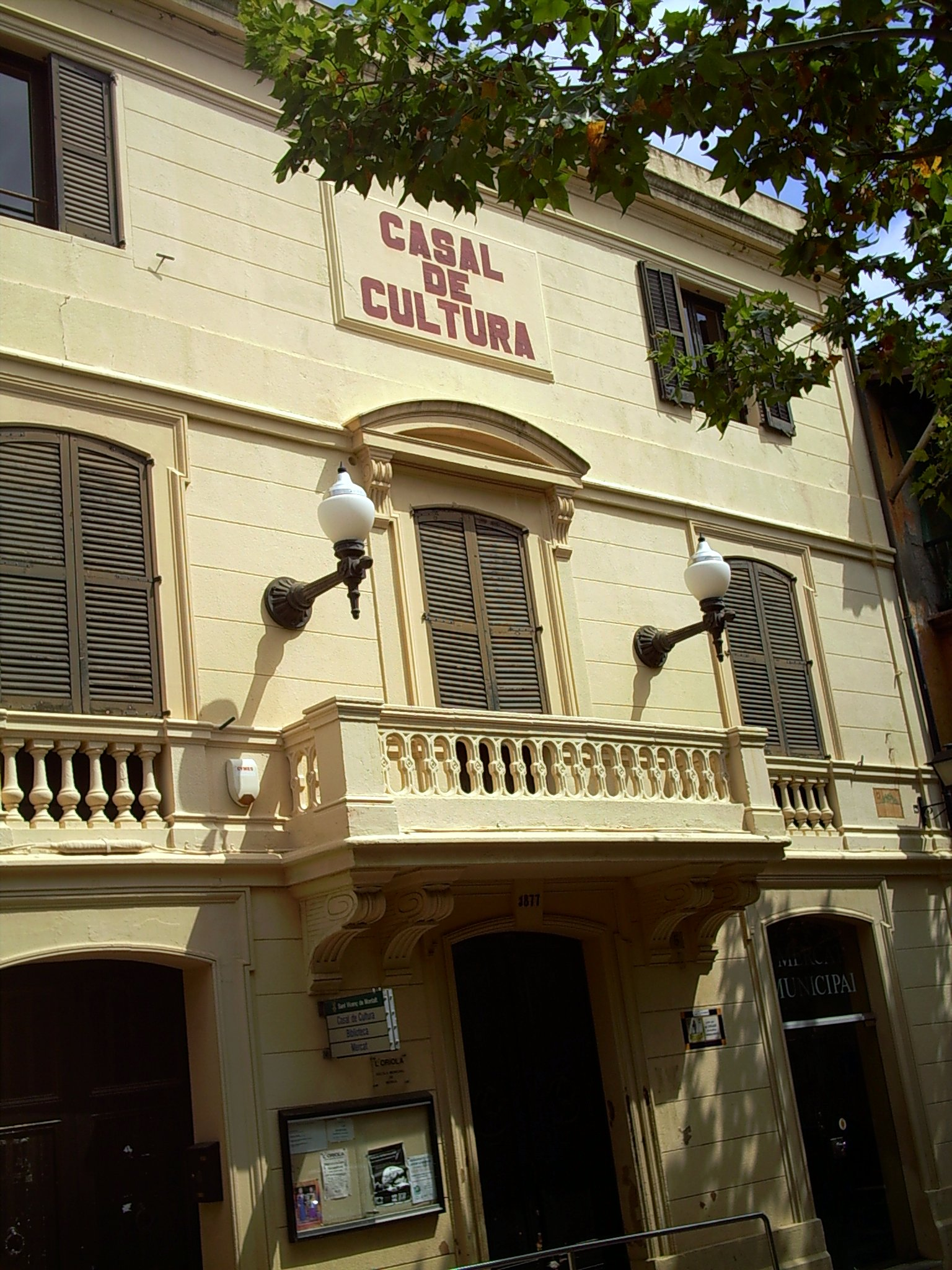
Façana de l'Escola Municipal de Música L'Oriola vista des de la Plaça del Poble
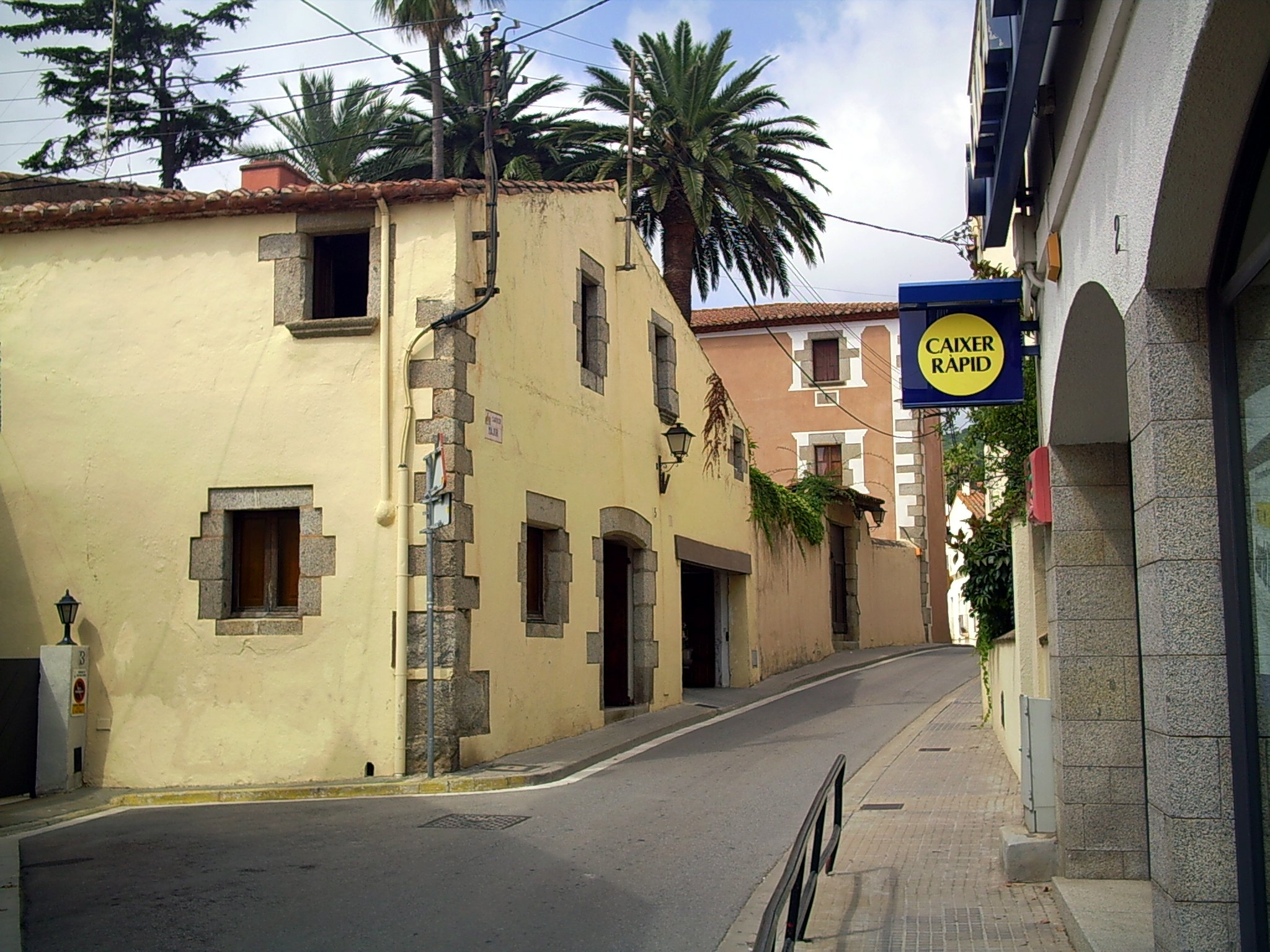
Vista del Carrer Major des de la Plaça del Poble

## Cultura i tradicions

### Festa major
A la nostra població se celebren dues festivitats, una d'estiu el 15 d'agost, festivitat de l'Assumpció i una altra a l'hivern el 22 de gener, la festa de Sant Vicenç.
A nosaltres els santvicentins, la d'estiu ens agrada molt perquè podem celebrar-ho tot a l'aire lliure. El que més ens agrada és el cinema a la fresca, el ball de festa major,la repicada de campanes, la cantada d'havaneres, la bibliopiscina i el correfoc.
En canvi a la d'hivern tenim la festa del nostre patró amb un mercat medieval, amb la trobada de gegants, la pedalejada popular, la baixada de carretons, la bibliogimcana i la gran escudellada.
És molt important participar en la nostra festa Major, perquè ens trobem els veïns, veiem els nostres amics i deixem de banda les preocupacions, els deures i les obligacions per uns dies.
Entre tots volem fer de Sant Vicenç un poble acollidor i us animem a tothom a participar-hi.

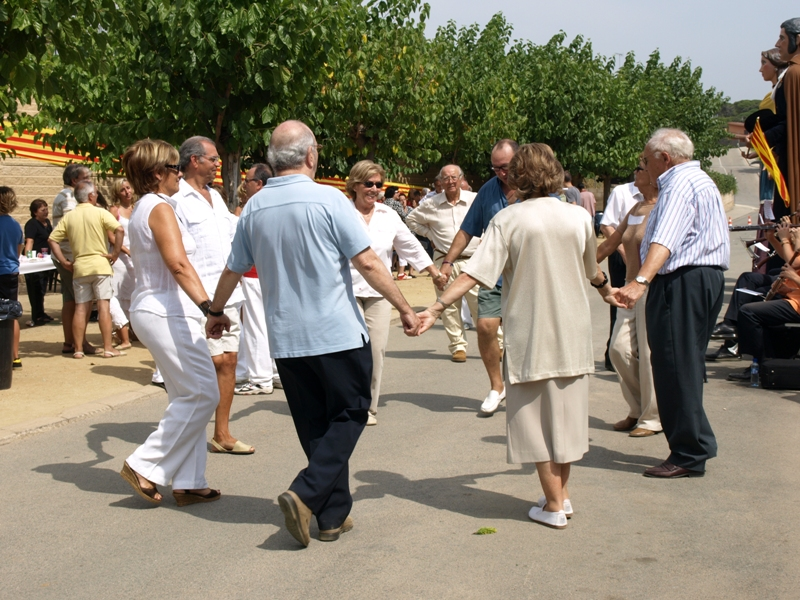
Ball de sardanes
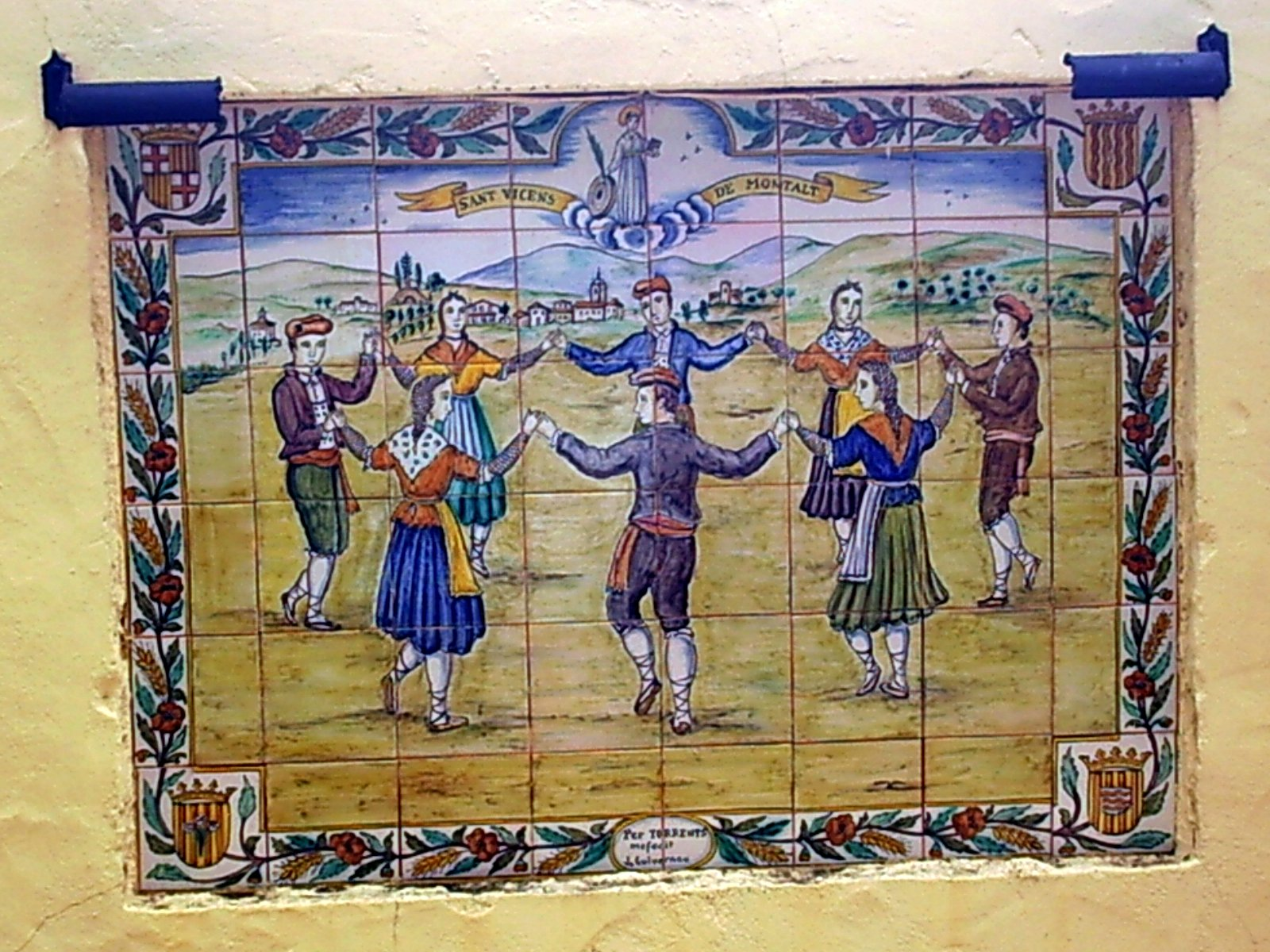
Placa de la Sardana

### Gegants i capgrossos
Les figures dels gegants de Sant Vicenç de Montalt, En Bòbul i Na Margaridassa, van ser construïts pel taller de Can Boter de Tiana. Fets de Cartró i fibra. En Bòbul té un pes de 45 kg i una alçada de 3,45 m i la Margaridassa té un pes de 40 kg i una alçada de 3,35 m.
Varen ser estrenats, el 15 d'agost de 1986. El 25 de gener de 1987, es van batejar sota el padrinatge dels gegants d'Arenys de Mar i de Sant Andreu de Llavaneres, actuant de capellà Mossèn Biscuter, gegant de la parròquia de Maria Auxiliadora de Mataró. I aquests, representen als Bòbuls i les Margaridasses, que eren uns personatges esperpèntics que eren els encarregats de mantenir vius els festejos, tot empaitant la gent, amagant els útils de treball, per tant que tothom participés en la festa. També vigilaven pel normal desenvolupament dels actes. Quan algú amb no gaire bones intencions interferia alguna celebració, l'empaitaven i el punxaven amb una gatosa que portaven lligada a la seva cintura. Aquests personatges anaven disfressats amb faldons i bruses, tot d'una peça de roba blanca, i es tapaven les cares amb caretes. La Margaridassa anava tocada amb una mantellina i empunyava un fuet. El Bòbul tenia com a capell, un cabàs de palma, de sobre en sortien dues banyes de brau i empunyava una pistola i portava una falç penjada a la cintura, a més de diversos picarols i l'esmentada gatosa. Ara, la imatge és molt diferent, tan sols es disfressen per carnestoltes. Habitualment en Bòbul porta els vestits típics dels menestrals de principi del segle xix, i que tenen el seu origen en els Comtats de Barcelona. La Margaridassa porta el vestit i coixí típic de les puntaires, que tanta tradició han tingut en el nostre poble al que, amb les seves puntes,han donat a conèixer fins llocs molt llunyans.
El Gegantó Toni Sors, va ser construït per en Toni Mujal de Cardona, fet de fibra, amb una alçada de 2'90 i un pes de 28 kg.
Va ser estrenat el 17 de setembre de 2005 sota l'apadrinat de la Blanca de la Colla de Geganters d'Argentona i L'Ernest de la Colla de Geganters de Malgrat de Mar. Aquest representa, a un santvicentí què el 28 d'agost del 1985 va formar part de la 1a ascensió catalana que aconsegueix fer el Cim de l'Everest, juntament amb l'Oscar Cadiach i Carles Vallès.
Els Capgrossos varen ser construïts el 1987 per en Nona de Mataró, amb el nom del dimoni, l'avi pagès, l'avi mariner, la minyona, el boig, el majordom i el pinxo. A la Festa major de 2007, s'estrenà un altre Capgròs, l'avi Pera, construït per en Toni Mujal de Cardona. Aquest representa un avi molt famós a Sant Vicenç pel seu caràcter simpàtic i festiu.
Totes aquestes figures festives, participen activament a les Festes Major d'hivern i estiu, a l'Ofrena floral amb motiu de la Diada Nacional de Catalunya i a altres esdeveniments que per la seva importància o solemnitat representativa de la Cultura Popular ho requereix.

### Gastronomia
La gastronomia de Sant Vicenç de Montalt és una cuina típica i tradicional catalana on podem trobar els productes de l'horta (tomàquets, pèsols, patates) aviram i caça (pollastre, conill i caça en general).
Tots aquests productes combinats donen lloc al típics rostit de la nostra terra. Plat típic del dia de festa major.
Els bolets també formen part de la gastronomia de tardor, podem trobar en els nostres boscos: rossinyols, siurenys, carlets, pinetells, rovellons, entre d'altres, a la temporada de bolets els santvicentins boletaires fan una exposició al nostre centre cívic de totes aquestes varietats.
Avui en dia les arrossades i escudellades populars tenen molt de renom en tots els actes i celebracions populars de la vila.
Els postres típics són les teules, les belgues i els carquinyolis de Sant Vicenç de Montalt que acompanyats d'un bon vi dolç posaran el punt final a la taula.

### Les puntaires
El Maresme és conegut per les puntaires. Avui en dia es continua fent, com a molts altres pobles de la zona. Abans les puntaires s'asseien a la porta de casa seva a fer puntes de coixí. Tenien un coixí en forma allargada on hi clavaven agulles i amb fils teixien puntes pels coixins, llençols i camisoles.

## Entitats i Associacions

### Colla de Geganters de Sant Vicenç de Montalt
La Colla de Geganters va ser creada igual que els Gegants de Sant Vicenç el 1986. Vetlla al manteniment i la representació dels Gegants i Capgrossos en les diverses trobades i les activitats locals. La Trobada de Gegants i Capgrossos de la Festa Major d'hivern amb més de quinze colles vingudes de la comarca i del nostre país fent-se el tercer diumenge de gener, la Passejada Popular i Acompanyament de les Autoritats a l'Ofici i al Vermut Popular de la Festa Major d'Estiu fent-se el 15 d'agost i L'Ofrena floral al monument de l'Onze de setembre amb motiu de la Diada Nacional de Catalunya, són les principals activitats dins de la Vila. La Colla està formada per 55 membres d'edats compreses dels 2 anys fins als 80 anys, entre portadors de gegants, portadors de capgrossos, grallers, tabalers i xanquers. La formació té una tasca constant per assolir els objectius en l'aprenentatge de balls, tant en les coreografies com en la interpretació musical per part dels grallers, els xanquers són una incorporació recent per als més petits.
El local social, situat a l'Avinguda de Nostra Senyora de Montserrat, és considerat «la casa dels geganters», segons diu en el conveni signat amb l'Ajuntament l'any 2009. La Colla de Geganters està agermanada amb la Colla Jove de Geganters de Taradell, degut al vincle de la nostra Vila amb la Vila Osonenca, gràcies a Toni Sors, l'alpinista santvicentí, també molt vinculat a la Vila de Taradell.

### Club Futbol Santvicentí
El Club Futbol Santvicentí va ser fundat l'any 1945 i durant molts anys (1.973) el seu president ha estat en Antoni Buch Bilbeny. L'actual president és en Josep Patau que ja l'any 1978 s'havia afliat al CFS com a jugador. El CFS engresca els infants en la pràctica de futbol des dels primers anys.
A continuació relacionen una sèrie de dades de la trajectòria del club:
- El 22 de gener de 1978 s'inaugurem les instal·lacions actuals. Aquell dia el C.F. Santvicentí va jugar amb el C.F. Barcelona.
- L'abril de 1979 el C.F.Santvicentí es desplaça per primera vegada per disputar un torneig internacional a Düsseldorf (Alemanya).
- L'equip senior del C.F. Santvicentí ha arribat a la categoria de 1a Regional, o 2a Catalana.
- El 2013 hi ha 23 equips entrenant i jugant, 3 són femenins.
- Josimar Aldair Quimtero és un jugador que ha sortit del C.F. Santvicentí i està jugant al C.F. Barcelona.
- Víctor Àlvarez és un jugador que ha sortit del C.F. Santvicentí, va militar al futbol base del F.C. Barcelona, i ara està al R.C.D. Espanyol, a la 1a Divisió.
- El C.F. Santvicentí ha participat en un campus social de futbol a Anantapur (India) en col·laboració amb la Fundació Vicente Ferrer.
- Pep Guardiola va visitar l'estiu de 2009 el campus de C.F. Santvicentí.
- Antoni Hernàndez Quer era un jugador molt estimat al club que va morir el 1986, a l'edat de 22 anys.
- El crit de guerra del C.F. Santvicentí que es va cantar quan van assolir el campionat la temporada 90-91 és: «Sí, sí, sí... Santvicentí».'
- A Sant Cebrià de Vallalta el primer equip de C.F.Santvicentí va guanyar el partit que el proclamava matemàticament campió de lliga de la 3a Regional, la temporada 1984-85.
- La temporada 2007-2008 l'equip juvenil va assolir la primera regional pujant de categoria amb 8 punts de distància del segon classificat.

## Santvicentins il·lustres
- Francesc Milans del Bosch, militar.
- Antoni Sors i Ferrer, escalador.
- Esteve Albert i Corp
- Antoni Buch i Esteban
- Josep Misser i Misser
- Dr. Josep Cornudella i Capdevila
- Família Mora de Aragón, avantpassats de la Reina Fabiola de Bèlgica
- Max Cahner i Garcia, editor, polític i historiador de la literatura catalana.
- Frederic Udina i Martorell
- Jordi Cornudella i Martorell
- Pius Morera i Prat, professor i poeta.
- David Pons Comas, escriptor.
- Lluis Mont Grau, mestre i músic